# Gymnopatagus
Genre
Synonymes
- Brissoides (Gymnopatagus) Döderlein, 1901[1] [2]
- Eupatagus (Gymnopatagus) Döderlein, 1901[1]

Gymnopatagus est un genre d'oursins de la famille des Maretiidae.

## Description et caractéristiques
Ce sont des oursins irréguliers, dont la large bouche filtreuse est située à l'avant de la face inférieure de l'animal, et l'anus en position terminale arrière.
Ils se distinguent, au sein de leur famille, par leur dépression antérieure et leur fasciole péripétale. 

## Liste des genres
Selon World Register of Marine Species (5 avril 2020) :
- Gymnopatagus magnus A. Agassiz & H.L. Clark, 1907
- Gymnopatagus parvipetalus Baker & Rowe, 1990
- Gymnopatagus valdiviae Döderlein, 1901

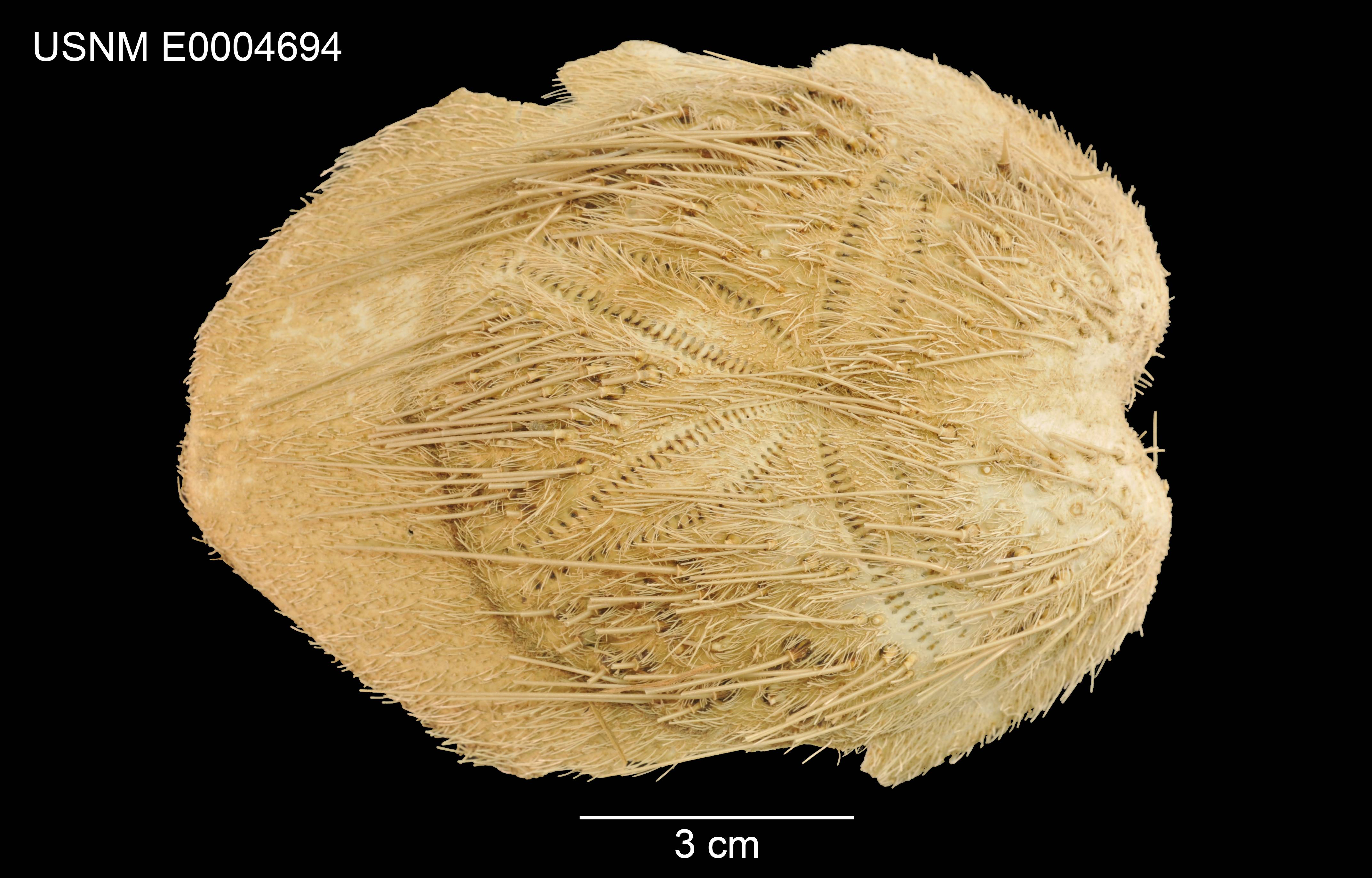
Gymnopatagus magnus.